# Uranopilita
La uranopilita es un mineral de la clase de los minerales sulfatos. Fue descubierta en 1882 en Bohemia (República Checa), siendo nombrada así por su composición de uranio y del griego pilos ("fieltro"), en alusión a su composición y hábito. Un sinónimo poco usado es: uranosulfato.

## Características químicas
Químicamente es un sulfato de uranilo, sin cationes adicionales, hidratado al parecer con cantidades variables de moléculas de agua en su fórmula, 12 a 14.

## Formación y yacimientos
Se forma como mineral secundario a partir de la alteración por oxidación de sulfuros en presencia de uraninita en condiciones de acidez, localmente abundante. Puede tener también una formación post-minera.
Suele encontrarse asociado a otros minerales como: uraninita, zippeíta, johannita, uranofano, soddyita, fourmarierita o yeso.

## Usos
Por su contenido en uranio debe ser manipulado con las correspondientes precauciones. Puede ser extraído en las minas como mena del uranio.